# Малиновский сельсовет (Свердловская область)
Малиновский сельсовет — упразднённое административно-территориальное образование, существовавшее с 1938 по 1942 год и входившее в состав Берёзовского района Свердловской области РСФСР СССР.
Административный центр: пос. Малиновка

## История
Образован Указом Президиума Верховного Совета РСФСР от 16.09.1939
Ликвидирован Указом Президиума Верховного Совета РСФСР от 27.03.1942.

## Состав сельсовета
В состав сельсовета входили: посёлок Малиновка (центр сельсовета), разъезд Адуй, 1-й Лосиный, 2-й Лосиный, 3-й Лосиный кордоны, Кутырский кордон и посёлки лесных кварталов № 182, 202, 209, 210 и 228.
При упразднении сельсовета в черту рабочего посёлка Лосиный включено селение Малиновка и подчинены ему в административном отношении населённые пункты: Лосиный 2-й и 3-й, посёлок железнодорожной станции Адуй и посёлки лесных кварталов № 182, 209, 210 и 259.